# Marian Miśkiewicz (1921–1995)
Marian Miśkiewicz (ur. 5 października 1921 w Łodzi, zm. 26 września 1995) − polski ekonomista i polityk, działacz socjalistyczny. Poseł na Sejm PRL II, III, IV i V kadencji.

## Życiorys
Syn Józefa i Marianny. Od 1945 należał do Polskiej Partii Socjalistycznej, z którą w grudniu 1948 przystąpił do Polskiej Zjednoczonej Partii Robotniczej. Od 1949 do 1951 był słuchaczem dwuletniej Centralnej Szkoły Partyjnej PZPR im. Juliana Marchlewskiego. W latach 1953–1956 pełnił funkcję sekretarza ekonomicznego, a następnie (do 1960) I sekretarza Komitetu Wojewódzkiego PZPR w Łodzi, skąd przeszedł na funkcję I sekretarza KW w Bydgoszczy, a stamtąd w 1966 na analogiczną funkcję w Opolu, którą pełnił do 1971. Jednocześnie był w okresie 1959−1964 zastępcą członka, a od 1964 członkiem Komitetu Centralnego PZPR. Ponadto w latach 1957–1972 pełnił mandat posła na Sejm PRL II, III, IV i V kadencji. W 1971 został podsekretarzem stanu w Ministerstwie Łączności, pełniąc tę funkcję do maja 1977. Od czerwca tego samego roku do czerwca 1980 był konsulem generalnym PRL w Bratysławie.
Pochowany na cmentarzu komunalnym północnym w Warszawie.

## Odznaczenia
- Order Sztandaru Pracy I klasy (1964)[2]
- Krzyż Komandorski Orderu Odrodzenia Polski
- Medal 10-lecia Polski Ludowej
- Medal 30-lecia Polski Ludowej
- Odznaka 1000-lecia Państwa Polskiego (1966)[3]
- Odznaka „Zasłużonemu Opolszczyźnie” (1969)[4]